# Organisatie van Lokale Omroepen in Nederland
De Organisatie van Lokale Omroepen in Nederland (OLON) is een belangenvereniging, die in de Mediawet is aangewezen als het overlegorgaan van publieke lokale omroepen in Nederland. In 2005 was 98 procent van de lokale omroepen in Nederland aangesloten bij de OLON.
De leden kiezen bestuursleden tijdens de Algemene Ledenvergadering. Tijdens de ALV en regiobijeenkomsten kunnen leden meepraten over het beleid van de OLON. Alle publieke lokale omroepen die een zendvergunning van het Commissariaat voor de Media hebben kunnen lid worden van de OLON.